# 中华人民共和国金融
中华人民共和国的金融是受到政府高度管制的，随着中国大陸的经济货币政策，银行将越来越多的钱贷给企业和政府，这使得中华人民共和国政府对金融的管制有更加严厉的趋势。但同時近年設立了12個自貿區於各省市，在自貿區中金融法規放寬尤其針對法人企業操作，整體金融採一般收緊但特區放寬態勢。

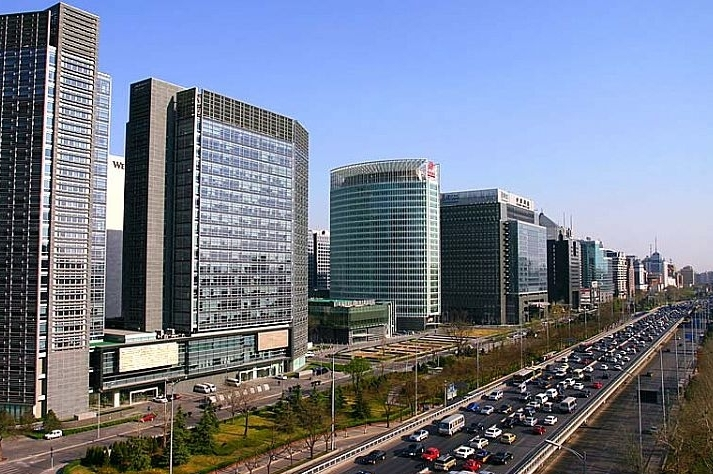
北京金融一条街，首都北京市的金融中心。

## 概況
- 财政和预算：2011年中华人民共和国的政府债务占GDP的比重是43.5%[2]。2011年时，中华人民共和国的预算赤字占GDP的1.1%[3]。
- 通货膨胀：2017年中华人民共和国的通货膨胀率为1.6％，近五年持平與2014年的1.5%約當[4][5]。
- 贸易平衡：2010年中华人民共和国的贸易顺差为1845亿美元，2011年为1551亿美元。
- 国际收支：美国中央情报局发布的《世界概况》宣称，2011年中华人民共和国的经常账户余额为2806亿美元，是世界上经常账户余额最多的国家.[6]。
- 外债：美国中央情报局发布的《世界概况》宣称，2007年12月31日时中华人民共和国的外债为6972亿美元[7]。
- 外资：在发展中国家里目前是最大外商直接投资接受国。在2005和2006两年收到了700亿美元的外资流入，至2018年時單年吸引外资1390亿美元，[8]繼續為发展中国家第一同時全球排名第二僅次於美國。

## 税收体系
在改革开放前中华人民共和国实行单一税制。由于税收没有与企业的经济活动联系起来，这个制度缺乏活力。1981年政府开始向中外合资企业和外商独资企业征税，开始了税制改革的第一步。1983年和1984年先后进行了两次“利改税”的改革，同时，针对外资企业的税收规则也逐步建立起来。1994年将税务机构分设，设立了国家税务局和地方税务局两种系统。加入世界贸易组织后又对关税进行了改革。目前中华人民共和国已经形成了完善的税收体系。

## 货币政策历史

1981年以来的1人民币兑美元汇率

### 20世紀
人民币从1949年到1952年用浮动汇率制度。从1953年到1973年，以计划经济制度，人民币与美元有正式的挂钩，汇率保持在1美元兑换2.46元人民币的水平上。但是在这时代中华人民共和国的外国贸易很少，所以人民币汇率意义不是很大。
1973年，由于石油危机世界物价水平上涨，西方国家普遍实行浮动汇率制，汇率波动频繁。为了适应国际汇率制度的这种转变与现实中国际主要货币汇率变动带来的不利影响，根据有利于推行人民币计价结算，便于贸易，为国外贸易所接受的原则，人民币汇率参照西方国家货币汇率浮动状况，采用“一篮子货币”加权平均计算方法进行调整。为此人民币对美元汇率从1973年的1美元兑换2.46元逐步调至1980年的1.50元，美元对人民币贬值了39.2%，同期英镑汇率从 1英镑兑换5.91元调至3.44元，英镑对人民币贬值41.6%。
从1980年到1994年，中华人民共和国有双重汇率制度。1981年至1984年，初步实行双重汇率制度，即除官方汇率外，另行规定一种适用进出口贸易结算和外贸单位经济效益核算的贸易外汇内部结算价格，该价格根据当时的出口换汇成本确定，固定在2.80元的水平。人民币官方汇率因内外两个因素的影响，其对美元由1981年7月的1.50元向下调整至1984年7月的2.30元，人民币对美元贬值了53.3%。
1985年至1991年4月复归单一汇率制度。汇率继续向下调整，从 1984年7月的2.30下调到1985年1月的2.80，之后又多次下调。这阶段虽然恢复了单一的汇率制度，但在具体的实践中随着留成外汇的增加，调剂外汇的交易量越来越大，价格也越来越高，因此名义上是单一汇率，实际上又形成了新的双重汇率。1991年4月至1993年底。这一阶段对人民币汇率实行微调。在两年多的时间里，官方汇率数十次小幅度调低，但仍赶不上出口换汇成本和外汇调剂价的变化。
到1993年底，人民币对美元官方汇率与调剂汇率分别为5.7和 8.7。可见，这时期人民币汇率制度演化与改革的特点是：官方汇率和调剂市场汇率并存、官方汇率逐渐向下调整。人民幣在1994年起与美元非正式地挂钩，汇率当年只能在1美元兌8.27至8.28元人民币这非常窄的范围内浮动。后浮动范围渐扩大。

### 21世紀
2005年7月21日，人民銀行宣布，經國務院批准，人民幣匯率改為參考一籃子貨幣，匯率改為1美元兌8.11元人民幣，變相升值2%，并且不再与美元挂钩。中国人民银行于每个工作日闭市后公布当日银行间即期外汇市场美元等交易货币对人民币汇率的收盘价，作为下一个工作日该货币对人民币交易的中间价格。每日银行间外汇市场美元对人民币的交易价仍在人民银行公布的美元交易中间价上下千分之三的幅度内浮动，非美元货币对人民币的交易价在人民银行公布的该货币交易中间价上下一定幅度内浮动。
人民币汇率一篮子机制就是综合考虑在中华人民共和国对外贸易、外债（付息）、外商直接投资（分红）等外经贸活动占较大比重的主要国家、地区及其货币，组成一个货币篮子，并分别赋予其在篮子中相应的权重。具体来说，美元、欧元、日元、韩元等自然成为主要的篮子货币。此外，由于新加坡、英国、马来西亚、俄罗斯、澳大利亚、泰国、加拿大等国与中国的贸易比重也较大，它们的货币对人民币汇率也很重要。2005年9月23日，中国人民银行发出通知，扩大了银行间即期外汇市场非美元货币对人民币交易价的浮动幅度，从原来的上下1.5%扩大到上下3%。
2005年12月29日，外管局批准13家银行开展做市商服务，包括工、农、中、建4家国有商业银行，交行、中信、招商、兴业4家股份制银行以及花旗、渣打、汇丰、荷银以及蒙特利尔5家外资行在内的总共13家银行获得了首批人民币做市商牌照。2006年1月4日，13家人民币做市商开始在银行间即期外汇市场引入询价交易方式，同时保留撮合方式。
2006年1月3日，《中国人民银行关于进一步完善银行间即期外汇市场的公告》（中国人民银行公告〔2006〕第1号）规定，自2006年1月4日起，在银行间即期外汇市场上引入询价交易方式（以下简称OTC方式），同时保留撮合方式；中国外汇交易中心于每个工作日上午9时15分对外公布当日人民币对美元、欧元、日元和港币汇率中间价，作为当日银行间即期外汇市场（含OTC方式和撮合方式）以及银行柜台交易汇率的中间价。中国外汇交易中心于每日银行间外汇市场开盘前向所有银行间外汇市场做市商询价，并将全部做市商报价作为人民币兑美元汇率中间价的计算样本，去掉最高和最低报价后，将剩余做市商报价加权平均，得到当日人民币兑美元汇率中间价，权重由中国外汇交易中心根据报价方在银行间外汇市场的交易量及报价情况等指标综合确定。
2007年5月18日，中国人民银行发布公告称，自21日起，银行间即期外汇市场人民币兑美元交易价浮动幅度由千分之三扩大至千分之五。2012年4月14日，中国人民银行发布公告称，自16日起銀行間即期外匯市場人民幣兌美元交易價浮動區間由千分之5擴大至1%。即人民幣兌美元即期匯價可以在人行授權中國外匯交易中心對外公布的當日人民幣兌美元中間價的上下1%浮動。
2012年6月起，中日兩國啓動人民幣和日元直接兌換，繞道美元進行可省去中間手續費，也是走向人民幣國際化的一步。

## 外汇管制
依照《中華人民共和國外匯管理條例》，中国人民银行外匯管制政策為趨嚴原則，諸多在香港特區或歐美操作匯兌慣例於中國並不適用，導致諸多外商或外籍人士觸犯規定而無法達成預想目的，須嚴格關注其外匯管制法規。大陸地區每個平民每年的結售匯不能超過五萬美元等額，故個人而言若有五十萬美金之歐元，即便錢已經在中國大陸境內，要兌換成人民幣依然要分十年，同理有等額人民幣想換成美元或其他外幣匯出也要分十年，此五萬美元限制是個人帳戶最大限额，有更大額操作則必須成立公司法人。
但須注意所有外幣匯出時是沒有金額上限的，例如有人持有2千萬美金要匯出，不論其管道是多重來源取得聚集，這筆錢要匯出大陸境外可以直接匯出，沒有任何額度限制，因為沒有牽涉到換人民幣此一購匯步驟，所以外汇管制其實管制的是外幣與人民幣的「轉換」環節，不是國際匯款流通環節。
2017年起《個人購匯申請書》規則上線，各大銀行在個人購匯5萬美金額度時會要求顧客填寫此表，此表有除調查資訊外，有誠信宣誓書性質，上有條款「承諾境內個人辦理購匯時，不得用於境外買房、證券投資、購買人壽保險和投資性返還分紅類保險等尚未開放的資本項目。違者將列入關注名單，當年及之後兩年不享有個人便利化額度」，若違反宣誓內容被國際追查管道查獲，將被通報為金融黑名單。
此外匯管制近年在資金匯出方面做出進一步放寬，有兩大個人管道被解除管制，一是出售房屋所得，只要接洽地方政府辦理相關證明文件證明該鉅額款項全部為出售某棟房屋所得並且已經完稅相關稅款，這份證明文件可以在銀行取得綠色通道一次性換成美金，不受每年5萬美金等額限制，成為外幣之後便能任意匯出。另一通道為個人勞動薪資所得，取得稅捐單位的完稅證明及薪資所得證明，證明此筆錢全部為薪資勞動所得，便能採用一種「跨境人民幣匯款」以不換外幣方式用人民幣匯至對象國，當然前提是對象國銀行可以開設人民幣帳戶，屆時海外收款者就能在存摺的外幣欄目下看到一筆人民幣幣值入帳，此方式為2019年1月生效的新規，已經較常出現於台海兩岸或港澳人士應用，逐漸往多國推廣。
實體鈔券方面機場與港口的旅客一次出境攜帶現鈔只能為2萬人民幣，超過者會被沒收，銀聯卡在某些國家能海外提現，此限額為一年10萬人民幣，若超過者次年此卡會被吊銷，但境外刷卡購物無金額上限，其在發卡行帳戶內有多少錢就能刷多少，但此方式要加扣跨國手續費和當地貨幣匯兌差此兩項收費銀聯都極不優惠，較少人以此方式在海外串通商家假購物套現。

## 金融業历史

### 银行业
从1949年到1978年，中华人民共和国是单一的计划经济体制，中国银行成为仅经营外汇业务的银行，中国农业银行等其他商业银行成立之后又被取消，在此期间中国人民银行既是中华人民共和国的中央银行又是商业银行。在保险业方面，中国人民保险公司也是成立之后又被取消。在其他的金融业方面，股票作为资本主义的东西被禁止发行。
从1978年年底的改革开放开始，中华人民共和国的金融开始了改革，1979年3月，中国农业银行恢复，1979年8月，中国建设银行成立，1983年9月17日，中华人民共和国国务院决定，自1984年1月1日起，中国人民银行专门行使中央银行的职能，1984年1月1日，中国工商银行成立，承担了了过去由中国人民银行办理的金融经营业务。
在1994年，中国银行、中国工商银行、中国农业银行、中国建设银行被改为国有独资商业银行，同一年，三大政策性银行——中国进出口银行、中国农业发展银行、国家开发银行成立，1995年5月10日中华人民共和国商业银行法颁布，明确了商业银行为吸收公众存款、发放贷款、办理结算等业务的企业法人，以效益性、自我约束的经营机制，确立了商业银行的企业法人地位。2003年4月29日，中国银行业监督管理委员会正式成立。
2022年2月9日，中國人民銀行表示從當年3月1日起，自然人客戶前往商業銀行、農村合作銀行、農村信用合作社、村鎮銀行等金融機構辦理人民幣單筆5萬元以上或者外幣等值1萬美元以上現金存取業務時會被金融機構要求核實身份以及登記資金的來源或者用途。出台該政策的中國三部門表示是為了防止洗錢。2月21日，中國人民銀行又表示原定2022年3月1日起實施的新規暫緩實施。同時為打擊電信詐騙針對台胞於銀行開戶受限突然增多，單純存款和使用電子商務而開戶都要經歷眾多提出證明和審問，想移往中國大陸居住的台胞生活便利性有較大負面，但閩台融合政策的大背景下保有了少許便利性通道例如台資背景的廈門銀行、富邦華一銀行和某些外資銀行，以及平潭特區等還是保留了台胞綠色通道。

### 证券业

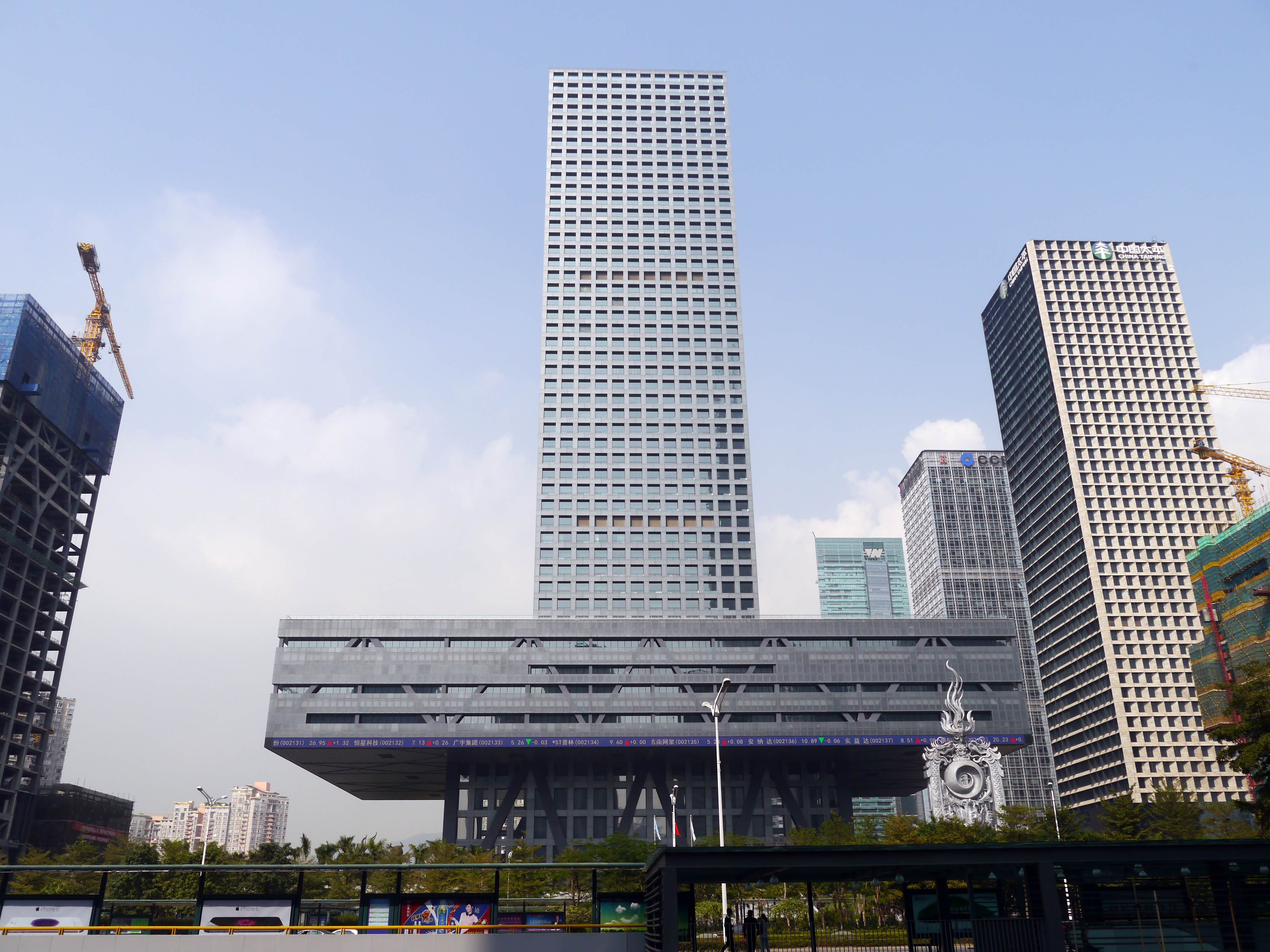
深圳证券交易所大厦

1984年11月14日，经中国人民银行上海分行批准，上海飞乐电声总厂、飞乐电声总厂三分厂、上海电子元件工业公司、中国工商银行上海市分行信托公司静安分部发起设立上海飞乐音响股份有限公司，向社会公众及职工发行股票。总股本1万股，每股面值50元，共筹集50万元股金，其中35％由法人认购，65％向社会公众公开发行。这是中华人民共和国成立以来首次发行股票。1986年11月14日，党和国家最高领导人邓小平在北京人民大会堂会见美国纽约证券交易所董事长约翰·凡尔霖率领的美国证券代表团时，亲自将上海飞乐音响股份有限公司的一股股票送给了约翰·凡尔霖。
1990年12月1日，深圳证券交易所成立并于1991年7月3日正式营业。1990年11月26日，上海证券交易所正式成立并于1990年12月19日正式营业。深圳证券交易所与上海证券交易所的成立使得中华人民共和国证券业进入了一个新的发展阶段。1992年10月，国务院证券委员会和中国证券监督管理委员会正式成立。两者负责对中华人民共和国的证券市场、期货市场等进行管理。1998年4月，国务院证券委员会和中国证券监督管理委员会合并，命名为中国证券监督管理委员会。
2013年1月，全国中小企业股份转让系统正式挂牌运营，俗称新三板，是中国第三家全国性证券交易场所，为非上市股份有限公司的股份公开转让、融资、并购等相关业务提供服务。
2023年10月，中央金融工作会议展開後定調了证券上市公司新政，加強上市公司監管避免財報造假等措施，发展多元化股权融资，股票发行注册制走深走实和加强逆周期调节等措施。

### 保险业
1949年8月，中共中央在上海召开会议，讨论中华人民共和国的财政、经济问题。中国人民银行的代表分析了当时保险行业的状况，认为应该对保险行业进行统一管理，所以建议设立全国性保险公司。9月17日，中国人民银行发文请示中央人民政府政务院成立中国人民保险公司。9月21日，政务院财经委员会就成立保险公司一事请示中共中央并获得批准。10月20日，中国人民保险公司宣布成立。1956年12月，中国人民保险公司的国内保险业务全面停办，人员解散。
1978年12月，中国共产党十一届三中全会认为社会主义经济是商品经济。1979年2月，中国人民银行决定恢复中国人民保险公司国内保险业务。到1980年，中国人民保险公司国内保险业务全面恢复。同时，其他保险公司也纷纷成立，中华人民共和国的保险业进入了大发展时期。1998年11月18日，中国保险监督管理委员会成立。

## 行业現況

### 银行业
中华人民共和国的中央银行是中国人民银行，中华人民共和国最大的五家银行分别是中国工商银行、中国银行、中国农业银行、中国建设银行、交通银行。同时，中华人民共和国还拥有很多股份制商业银行，如中信银行、招商银行、平安银行等。同时中华人民共和国还有三大政策性银行来帮助经济增长：中国进出口银行、中国农业发展银行、国家开发银行。改革开放之后，外资银行也获准进入中国大陸，如德国商业银行上海分行、英国巴克莱银行上海分行、美国银行上海分行等。
- 广义货币供应量（M2）：122.8兆元人民幣（2014年末）
- 狭义货币供应量（M1）：34.8兆元人民幣（2014年末）
- 流通中货币（M0）：6.0兆元人民幣(2014年末)
- 融资规模：6.5兆元人民幣（2014年）
- 存款余额：117.4兆元人民幣（2014年末）
  - 人民幣：113.9兆元人民幣（2014年末）
  - 外幣：3.5兆元人民幣（2014年末）
- 贷款余额：86.8兆元人民幣（2014年末）
  - 人民幣：81.7兆元人民幣（2014年末）
  - 外幣：5.1兆元人民幣（2014年末）

### 证券业
从1984年至今，中华人民共和国的股票市场产生了巨大的发展，1990至2010年8月，中国上市公司由8家发展为1947家，上市公司数量在二十年间增长了149.7倍。截止2010年12月31日，中华人民共和国的资本市场已有上市公司2062家，投资者1．3亿户，证券公司106家，基金公司62家，期货公司163家，股票总市值全球第二，商品期货市场成交量居世界第一位。
- 上市公司筹资(境内市场)：8397亿元(2014年)
- A股IPO：125個
  - 筹资：669亿元(2014)
- 發行公司債券：5.15兆元人民幣(2014)

2019年10月起外匯管理局取消合格外資對於股市和債券的投資金額上限，可以無限額投資買賣。

### 保险业
从1979年恢复至今，中华人民共和国的保险业经历了快速的发展，1979年时，中华人民共和国只有一家保险公司，但是在2012年，中华人民共和国已有130家保险公司。目前中华人民共和国有中国人民保险集团股份有限公司、中国太平洋保险（集团）股份有限公司、中国平安保险(集团)股份有限公司等几大保险公司。
- 保险公司保费收入：2兆0235亿元人民幣(2014)
  - 寿险：1兆0902亿元人民幣(2014)
  - 醫療险和意外险：2130亿元人民幣(2014)
  - 财产险：7203亿元人民幣(2014)
- 保险公司赔款及给付：7216亿元人民幣(2014)
  - 寿险：2728亿元
  - 醫療险和意外险：700亿元
  - 财产险：3788亿元

### 资产管理业
资产管理公司執照於1998年開始開放，經營項目為资产信託管理，投资信託管理，企业信託管理(股权投资、企业资产的重组、并购及项目融资)，法律、行政法规、国务院决定禁止的项目除外，限制的项目须取得许可后方可经营。基本上要取得中國民營资产管理公司執照審查極嚴，通過率甚低，因此企業與個人選擇资产管理對象時需詳細審查資質，避免遇到無照的地下公司。
目前有五家較大國資背景資產管理公司
- 中国华融资产管理公司 - 中国工商银行關聯
- 中国长城资产管理公司 - 中国農業银行關聯
- 中国东方资产管理公司 - 中国银行關聯
- 中国信达资产管理公司 - 中国建設银行關聯
- 中国国新控股资产管理公司 - 国务院国有资产监督管理委员会轄下央企

## 金融科技展望
鑒於金融科技(FinTech)大幅發展，2019年中国人民银行第三季後放出重大消息，支付结算司副司长穆长春8月10日在中国金融四十人伊春论坛上介绍央行法定数字货币的实践DC/EP（DC，digital currency，数字货币；EP，electronic payment，电子支付）时表示，央行数字货币DC/EP的研究已经进行了五年，其表明现在被稱為「央行数字货币」的新物種可说是呼之欲出了。早在2016年平安集团、招商银行、微众银行等 40 多家金融机构共同成立首个中国深圳Fintech 数字货币联盟及中国深圳Fintech 研究院。2018年6月在深圳全资设立的「深圳金融科技有限公司」其實就是央行数字货币研究所投資成立。
2019年8月中国人民银行發佈《金融科技FinTech发展规划（2019-2021年）》表明FinTech已經成為國家重點發展領域，眾多機制也已經浮上檯面開始走入民間試驗。

## 扩展阅读
- Twitchett, D., Financial Administration under the Tang Dynasty (Cambridge Univ Press, 1970)
- Pitfalls of a State-Dominated Financial System: The Case of China （页面存档备份，存于） - Genevieve Boyreau-Debray, Shang-Jin Wei